# Narros de Matalayegua (kommunhuvudort)
Narros de Matalayegua är en kommunhuvudort i Spanien.   Den ligger i provinsen Provincia de Salamanca och regionen Kastilien och Leon, i den centrala delen av landet, 190 km väster om huvudstaden Madrid. Narros de Matalayegua ligger 986 meter över havet och antalet invånare är 260.
Terrängen runt Narros de Matalayegua är platt. Runt Narros de Matalayegua är det mycket glesbefolkat, med 3 invånare per kvadratkilometer. Närmaste större samhälle är Linares de Riofrío, 12,8 km söder om Narros de Matalayegua. Trakten runt Narros de Matalayegua består i huvudsak av gräsmarker.